# Виейра ди Меллу, Сержиу
Сержиу Виейра ди Меллу (порт. Sérgio Vieira de Mello) — бразильский дипломат, проработавший более 34 лет в Организации Объединённых Наций. Погиб в результате взрыва здания ООН в Багдаде 19 августа 2003 года. Посмертно был награждён Премией ООН в области прав человека.

## Биография
Родился 15 марта 1948 года в Рио-де-Жанейро, Бразилия. Был вторым ребёнком в семье дипломата Арнолда Виейра ди Меллу и Жильды дос Сантос после старшей сестры Соньи. Из-за дипломатической работы отца в детстве часто переезжал с места на место, так, он проживал в Буэнос-Айресе, Женеве, Милане, Риме и Бейруте. В 1965 году поступил в Федеральный университет Рио-де-Жанейро, но позднее решил продолжить образование в Европе, проучившись год в Университете Фрибура. Затем Сержиу начал учиться в Парижском университете на факультете философии и гуманитарных наук, где принял участие в студенческих беспорядках 1968 года и пострадал от полиции. В 1969 году начал работать редактором в Управлении ООН по делам беженцев в Женеве.
В качестве сотрудника УВКБ ООН Сержиу принимал участие в полевых миссиях в Бангладеш в 1971 году, в Судане во время Первой гражданской войны (1972), был послан на Кипр после вторжения Турции на его северные территории в 1974 году, а также в Мозамбике и Родезии.
С 1981 по 1983 год Сержиу был Старшим политическим советником Временных сил ООН в Ливане, по возвращении из которого около 10 лет работал при штаб-квартире Управления в Женеве. В 1985 году защитил свою докторскую диссертацию под названием Civitas Maxima. В 1986 году был назначен на должность главы администрации Верховного комиссара.
В 1988 году стал начальником регионального бюро по Азии и Океании и сыграл важную роль в разрешении вопроса о вьетнамских беженцах, так называемых «людях в лодках». В 1991—1993 годах работал в Камбодже в качестве спецпредставителя Верховного комиссара и одновременно занимал должность ответственного по вопросам репатриации при Временном органе ООН в данной стране. В 1993 году направлен с миссией в Сараево, а потом в Загреб.
В 1996 году три месяца занимался гуманитарной проблемой в африканском районе Великих озёр, а через два года занял должность заместителя Генерального секретаря ООН по гуманитарным вопросам. С 1999 по 2002 — глава Временной администрации ООН в Восточном Тиморе. В 2002 году стал Верховным комиссаром ООН по правам человека.
В мае 2003 года Виейра ди Меллу был назначен Специальным представителем Генерального секретаря ООН в Ираке, а спустя 3 месяца, 19 августа, в здание спецпредставительства прогремел мощный взрыв, в результате которого Сержиу получил серьёзные ранения и позднее скончался. Дипломат был похоронен на кладбище Королей в Женеве.

## Семья

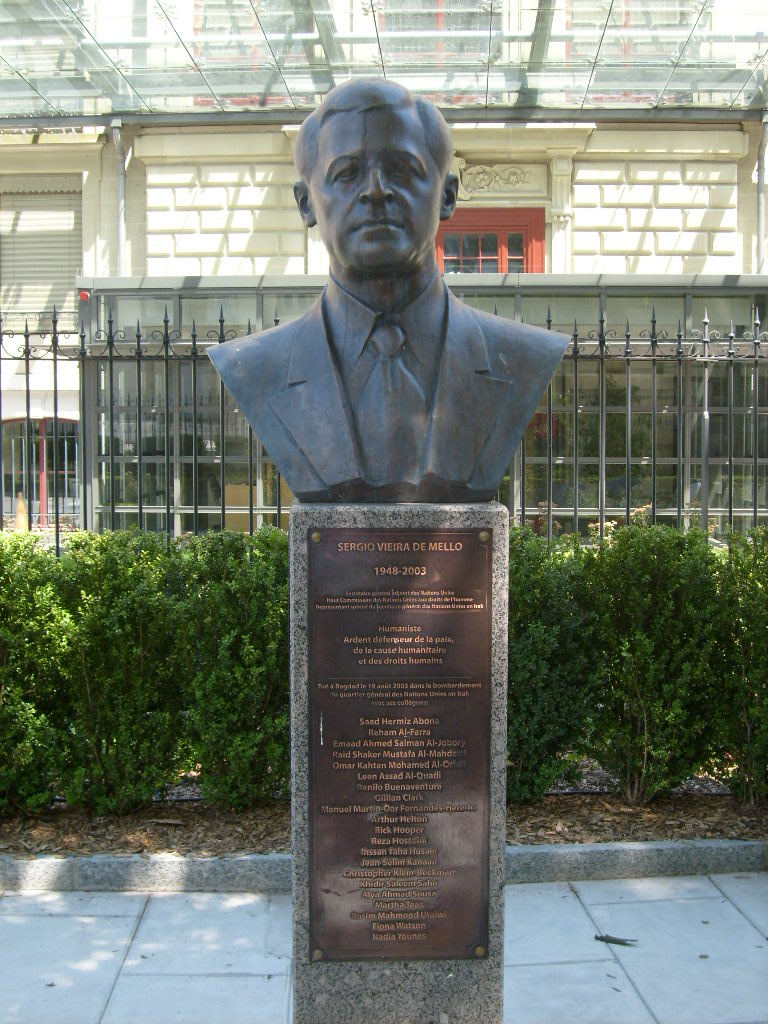
Памятник Сержиу Виейра ди Меллу в Женеве

В 1973 году женился на Анни Персона (фр. Annie Personnaz), от которой у него родились два сына — Лоран и Адриен.

## Награды и признание
- После смерти Виейра ди Меллу, на его родине — Бразилии, был объявлен трёхдневный траур. Также были приспущены флаги возле штаб-квартиры ООН в Нью-Йорке[10]. В декабре 2003 года ООН посмертно наградила своего дипломата Премией ООН в области прав человека.
- Также в Женеве установлен памятник Сержиу, работы грузинского скульптора Зураба Церетели[11].
- В 2009 году американский режиссёр Грег Баркер[англ.] снял о дипломате документальный фильм[англ.], а в 2020 году драматический на основе его биографии.